# Ophryophryne pachyproctus
Ophryophryne pachyproctus és una espècie de granota que viu a la Xina, Laos, Vietnam i, possiblement també, a Cambodja.
Està amenaçada d'extinció per la pèrdua del seu hàbitat natural.